# Peter Gandy
Peter Gandy är en brittisk författare som i sina böcker mest har intresserat sig för mystik och klassisk civilisation, och då särskilt mystierie-religion. Gandy har en Master of Arts i klassisk civilisation. Han är mest känd för böckerna som han författat tillsammans med Timothy Freke, populära men kontroversiella verk som argumenterar för Jesus som en mytologisk konstruktion. 

## Böcker
- Jesus and the Lost Goddess
- The Jesus Mysteries
- The Hermetica
- The Complete Guide to World Mysticism